# セガチャンネル
セガチャンネルはかつてセガ・エンタープライゼス（以下、セガ）が開発し、ケーブルテレビを使用してメガドライブ上で展開されたオンラインゲーム配信サービス。日本では1994年6月に開始、北米でも同年12月に開始された。欧州や南米でも実施された。
同年11月には同社からセガサターンが発売されたことや1993年時点での日本のケーブルテレビ開設基地局は148で1994年度中に利用世帯は200万を超えることが見込まれていたが、1993年時点でケーブルテレビの利用世帯は13万2千で、初年度は2万世帯、3年後に10万世帯の普及を目指した。しかし日本ではケーブルテレビの事業者によっても異なるが1996年5月頃からサービスを終了し始め、北米では1998年7月31日にはサービス終了となった。

## 前史

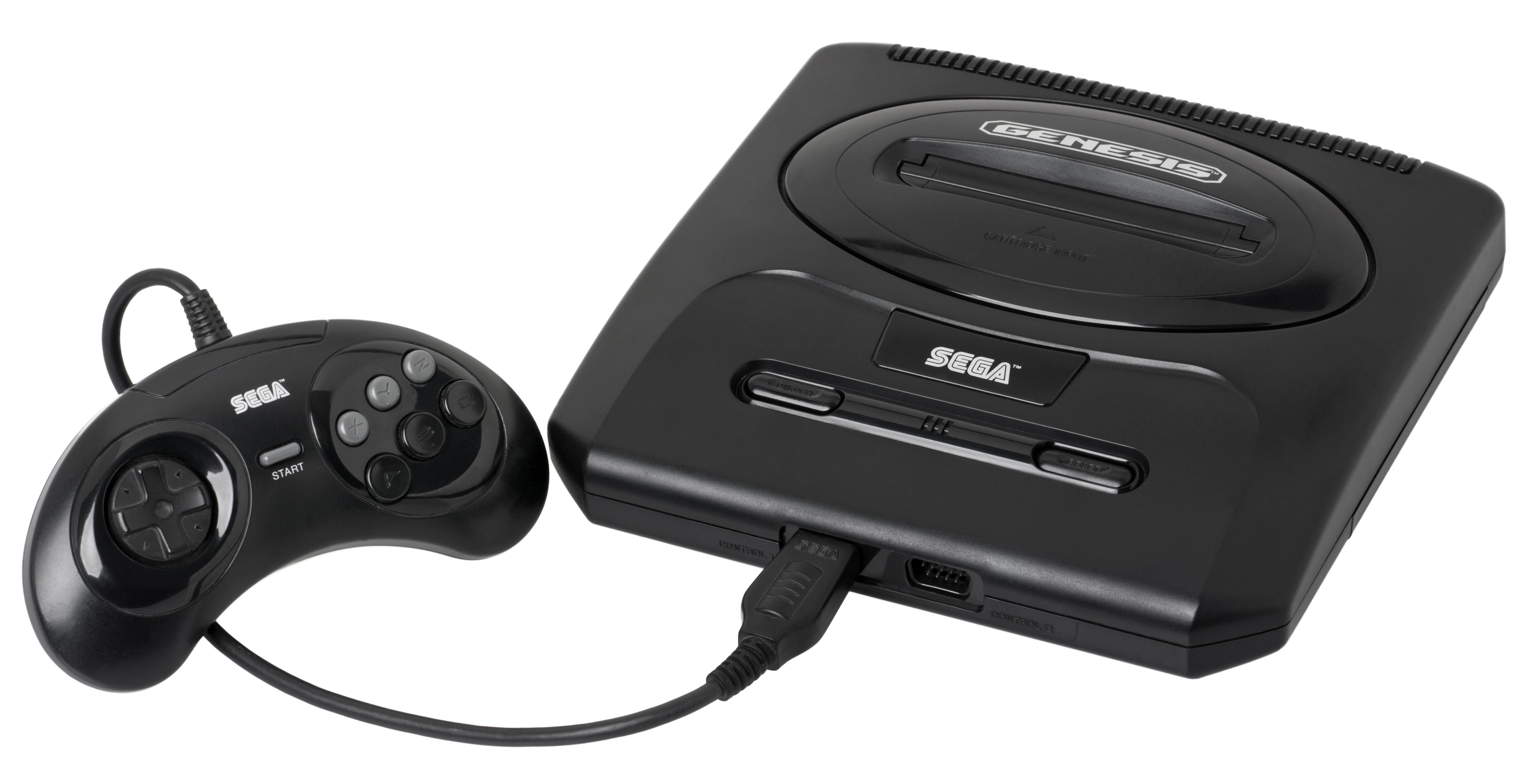
1993年に発売された第2モデルのSega Genesis

セガは日本では1988年にメガドライブ、北米では1989年にジェネシス、欧州などでは1990年までにメガドライブを発売した。当初ゲームタイトルはカートリッジのみでの提供であった。
その後日本では1990年11月3日にセガが『メガモデム』および専用カートリッジの『ゲーム図書館』を発売し、電話回線を利用したコンピュータネットワークを通じてゲームタイトルの配信や通信対戦サービスを開始した。北米でも"Tele-Genesis"もしくは"TeleGenesis Modem"として展開予定だったが発売されなかった。またセガは専用カートリッジ『メガアンサー』を発売し、同様にメガモデムを使用して銀行間のやり取りを可能にするホームバンキングシステムを構築した。
しかし当時は通信料金の定額サービスがなく、かつダウンロードしたゲームを保存できなかったため、使用状況によって料金が膨大になることなどから新規タイトルの配信は2年から3年の短期間で終了した。

## 展開
セガは本サービスを展開するにあたって、日本において1993年12月から1994年3月まで、東京ケーブルネットワークとともに都内3区の500世帯を対象にケーブルテレビ回線を利用した実証実験を行った。これによってサービス展開に障害がないことおよび需要があることを確認できたことから、1994年5月6日にセガはケーブルテレビ回線を使用したゲームタイトルの有料配信を同年6月から開始することを発表した。事業者は東京ケーブルネットワークのほか、長野のエルシーブイ、三重のケーブルテレビジョン四日市だった。同年7月1日にセガは「セガ・デジタル・コミュニケーションズ」（以下、SDC）を設立し、ゲーム配信はSDCが行うことになった。SDCは普及促進のため契約者にメガドライブ2のレンタルのほか、ケーブルテレビ事業者とのタイアップを実施した。その後11月1日には仙台CATVと近鉄ケーブルネットワークがサービスを開始し、合計で事業者は9つに増えた。
北米では1993年4月の段階でセガ・オブ・アメリカによって本サービスを開始することが公表され、日本より先行して同年6月からテレコミュニケーションズとタイム・ワーナーを利用できる12の州都で実証実験を開始した。その後セガによってサービスを開始、この時点で家庭の70%はケーブルテレビの契約をしており、翌月には21事業者まで広げることが発表された。

## 料金
日本ではサービス料金は事業者によって異なり、仙台CATVではメガドライブと受信カートリッジを貸出し、レンタル料金は月額3,000円、また近鉄ケーブルネットワークではメガドライブを8,500円および受信カートリッジ20,000円で販売し、利用料金は月額2,300円だった。
北米でも地域によって料金が異なったが、平均して月額12.95ドルから15ドルに加えて受信カートリッジ料金が月額25ドルだった。

## 動作

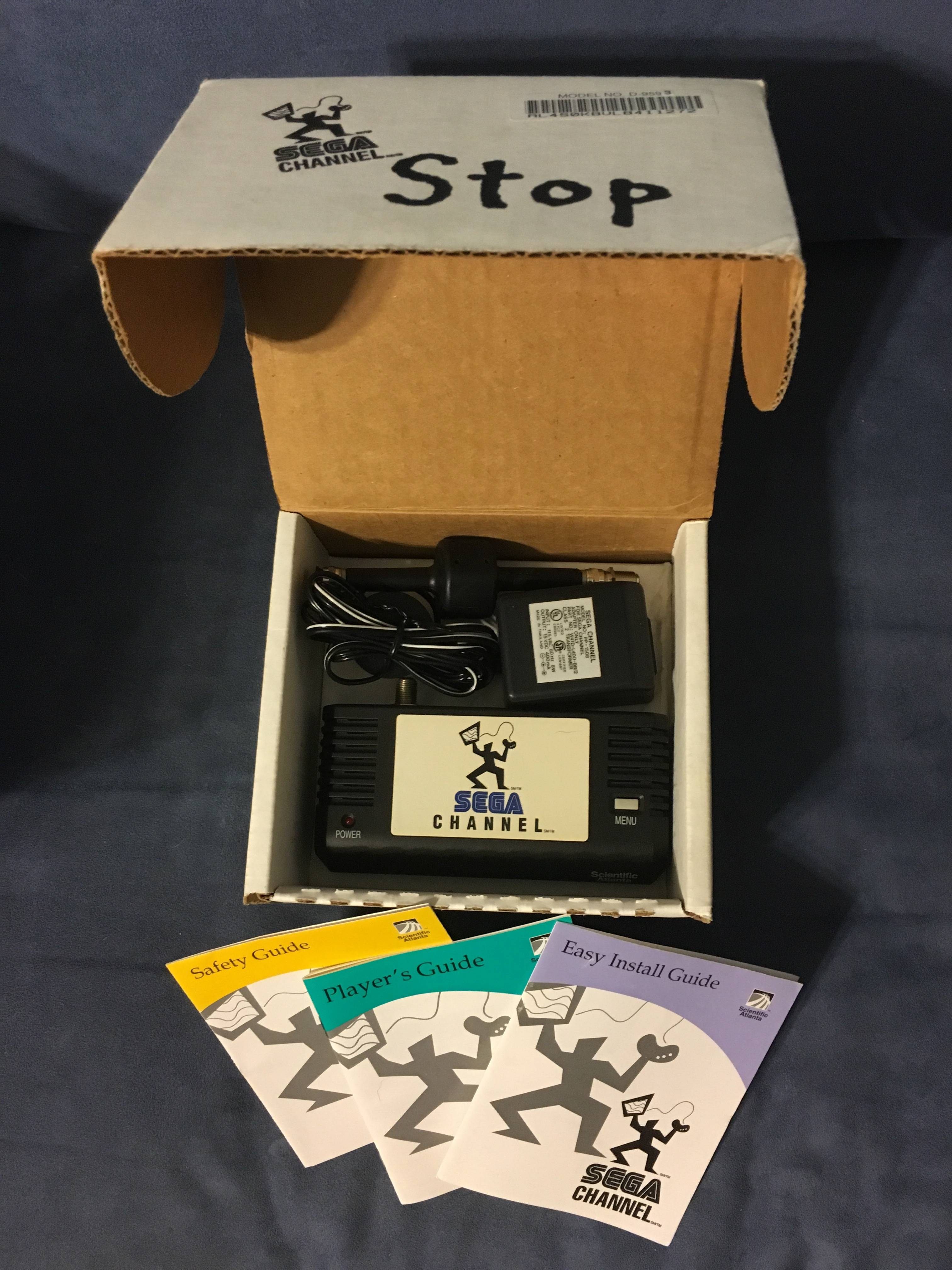
北米版セガチャンネルのアダプター、マニュアル

まずメガドライブに受信カートリッジを差し込み、受信カートリッジとケーブルテレビの送信ケーブルを接続する。
上記の準備をしたうえでメガドライブ本体を起動すると、約30秒間ロード画面が表示され、そのあとプレイヤーはコンテンツを選択する。選択すると数分かけてコンテンツをダウンロードできた。ダウンロードされたデータは受信カートリッジに内蔵された4メガバイトのRAMに保存され、データはゲームの電源を切ると削除された。
配信するデータはセガが作成してCD-ROMに記録し、アメリカではコロラドのデンバーにあったテレコミュニケーションズのサテライトステーションに送られた。そのステーションから信号がGalaxy 7 satelliteを経由して伝送された。アップロード速度は1.435ギガヘルツでケーブルテレビ事業者は1.1ギガヘルツでダウンロードできた。
一方でカナダや欧州では直接ケーブルテレビヘッドエンドを経由してデータをアップロードしていた。そしてケーブルテレビ事業者はダウンロード障害を防ぐためにデータ信号のノイズを除去する必要があった。

## 配信タイトル
配信タイトルは日本では常時30を用意し、毎月3から5タイトルを入れ替える方式を採用した。一方北米では当初は常時50タイトルを用意し月ごとに入れ替え、1997年からは70タイトルを用意し、それを2週間で入れ替えるようにした。
具体的なタイトルは北米では『ソニック＆ナックルズ』、『エターナルチャンピオンズ』、『スペースハリアーII』などセガ発売のタイトルや"Bubsy 2"や"Aladdin"などのライセンシー発売のタイトルが配信された。中には受信カートリッジに内蔵されたメモリの容量を勘案して、『スーパーストリートファイターII』など内容が削減されたタイトルもあった。
また日本・北米ともにカートリッジで発売されたタイトルのほか、日本では『アースワームジム2』、北米では『パルスマン』や『ロックマンメガワールド』、『エイリアンソルジャー』など各々の地域ではカートリッジとして発売されなかったタイトルが配信された。
上記ゲームタイトル以外にも、発売前のタイトル予告の配信も計画され、北米では"Primal Rage"が配信された。
一方で配信にあたって、北米ではビデオゲーム・レイティング協議会のレーティングに基づいて、ペアレンタルコントロールが考慮され、17歳以上を対象にしたタイトルにアクセスする際には保護者がパスワードを設定することができた。
さらに本サービスではゲームのヒントや裏技に直接アクセスでき、エレクトロニック・アーツの"Triple Play Baseball '96"や"Primal Rage"など、企業の宣伝を兼ねたコンテストが行われ、賞を与える催しが行われた。

## サービス終了
1995年初頭、セガの中山隼雄はメガドライブおよびその周辺機器の展開を終了することおよびセガサターンに注力していくことを発表した。それはメガドライブの市場が衰退することを意味した。
北米において最盛期の契約者数は250,000世帯だったが、1997年には230,000世帯に減少し、同年11月には1998年6月30日にサービス終了することが報道されたが、最終的には7月31日に終了となった。

## 反響
サービス展開中、北米では『ポピュラーサイエンス』で1994年の"Best of What's New"を受賞した。また1995年8月にはスポーツ・イラストレイテッドが行う調査で、9歳から13歳の子どもはセガサターンやPlayStation、発売予定のNINTENDO 64を購入するよりも本サービスを申し込む傾向にあったことを明らかにした。こうして250,000世帯が本サービスを申し込んだ。一方で、セガは初年度で100万を超える申し込みおよび2000万を超える世帯がサービスを利用することを想定していた。
サービス終了後の北米での評価に関して、IGNの記者であるAdam Redsellは「セガのおかげで、今まさにブロードバンドインターネットを我々が楽しんでいることは事実である」としたうえで、多くのケーブルテレビ事業者が配信されたデータ信号のノイズを除去し、高速インターネットの開発の役割を担わされたと述べた。おなじくIGNの記者であるLevi Buchananは「セガを含む全産業はセガチャンネルから重要なことを学んだ。それでもセガはドリームキャストのセガネットのようにダウンロードやオンラインの考えに傾倒した... 我々はまた、今も試作品を重要とするXBLAやPSNのような現代のポータルサイトにセガチャンネルのような初期のサービスのDNAを垣間見ることができる」とXbox Live ArcadeやPlayStation Networkのように、現代のゲームおよびコンテンツ配信サービスの発展の役目を持った本サービスを称賛した。UGO Networksのスタッフもまた後世のサービスの発展において重要な段階となった本サービスを称賛した。
一方でSega-16のKen Horowitzは「終わりかかっているシステムのためのゲームを遊ぶのに、誰が毎月13ドルも費やすのか？ （セガによる多くのうちの一つである）この酷い失敗によって小売業者が在庫処分をする原因となり、それによって最終的にはセガチャンネルの運命を決定づけた」とセガチャンネルを立ち上げるタイミングのまずさや高い申し込み料金を非難した。Buchananも「おそらく、もしセガチャンネルが1989年に立ち上がったジェネシスのライフサイクルにとって、より早くリリースされていたなら、異なる結果に変わったかもしれない。結局このサービスによって、ゲームおよび技術の進歩のための批評を得ることができた」とし、Horowitzの所感に共鳴した。UGOもまた「もしセガチャンネルがジェネシスの寿命にとって、もう少し早く登場したなら、より多く触れることができ、このサービスのために直接的に発展したであろうゲームにとって、オンラインプレイが適したものになっていたかもしれない」とし、セガチャンネルが競争的な多人数ビデオゲームの分野でより多く発展する時間を持つことができた可能性について言及した。